# Evert Dolman
Evert Dolman (n. 22 februarie 1946, Rotterdam, Țările de Jos – d. 12 mai 1993, Dordrecht, Olanda de Sud, Țările de Jos) a fost un ciclist de performanță ce a reprezentat Regatul Țărilor de Jos, medaliat olimpic. A participat la o ediție a Jocurilor Olimpice (1964) în care a câștigat o medalie de aur.